# 傅鍾故居
傅鍾故居位於四川省瀘州市敘永縣，文物遺址年代判定為1900-1920年。2012年7月16日公佈為第八批四川省文物保護單位。
傅鍾故居位於四川省瀘州市敘永縣敘永鎮布店街，西距蓬萊橋100米，建於清代，坐南向北，建築面積459平方米。為小青瓦屋面，木結構，四合院佈局，由門廳、正廳、廂房組成。面闊17米，進深27米。是中國人民解放軍總政治部主任傅鍾上將早年的住所。1994年，傅鐘故居被敘永縣人民政府公佈為縣級文物保護單位。